# Passo Pordoi
Il passo Pordoi (Pordoijoch in tedesco, Jouf de Pordoi in ladino) è un valico alpino delle Dolomiti posto a 2.239 m s.l.m. al confine fra Veneto e Trentino-Alto Adige, situato tra il Gruppo del Sella a nord e il gruppo della Marmolada a sud.

## Descrizione

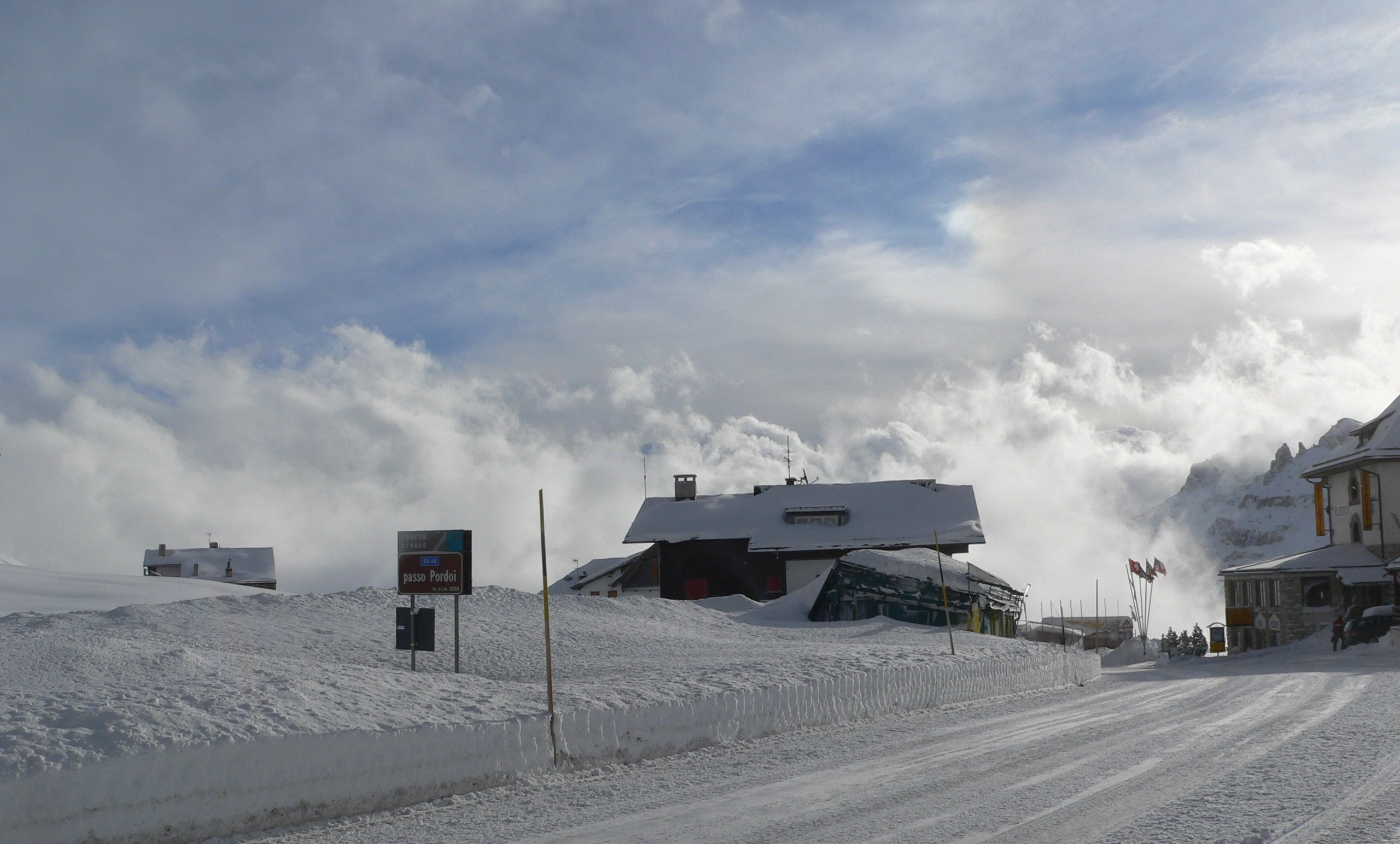
Il passo Pordoi in inverno

Congiunge Arabba, frazione del comune di Livinallongo del Col di Lana in Val Cordevole nella provincia veneta di Belluno, con Canazei, comune della Val di Fassa in provincia di Trento. Lungo la discesa verso Canazei ci si può collegare con il passo Sella, deviando a destra dopo 6,5 km e salendo per 5,5 km, per raggiungere la Val Gardena.
L'Alta via n. 2, che parte da Bressanone e arriva fino a Feltre, attraversa il passo Pordoi.
Dal Passo si ha il più rapido accesso al gruppo del Sella (la cui maggior elevazione è il Piz Boè, 3152 m) per mezzo della funivia prodotta dalla Hölzl che, con un unico balzo, raggiunge i 2950 m s.l.m. del Sass Pordoi, lo sperone più meridionale del Gruppo del Sella.
Nel versante veneto del passo si trova un ossario che raccoglie, in una tomba comune, i resti di 454 caduti germanici e di 8582 austro-ungarici caduti nel corso della Grande Guerra, provenienti dai vari cimiteri di guerra. Nei ripiani esterni sono invece tumulati, in tombe singole o combinate, i resti di 849 caduti tedeschi della Wehrmacht della Seconda guerra mondiale, provenienti dai cimiteri ubicati nella zona di Belluno.

## Sport

### Sci alpino
La zona intorno al passo è sede di numerosi impianti e piste da sci, che fanno parte del Sellaronda e del comprensorio sciistico del Dolomiti Superski.

### Alpinismo
Il Sass Pordoi, ubicato subito a nord del passo, è famoso in ambito alpinistico per le vie di arrampicata storiche che sono state create su di esso: una fra tutte la "via Maria", creata dalla guida Tita Piaz negli anni trenta.

### Ciclismo

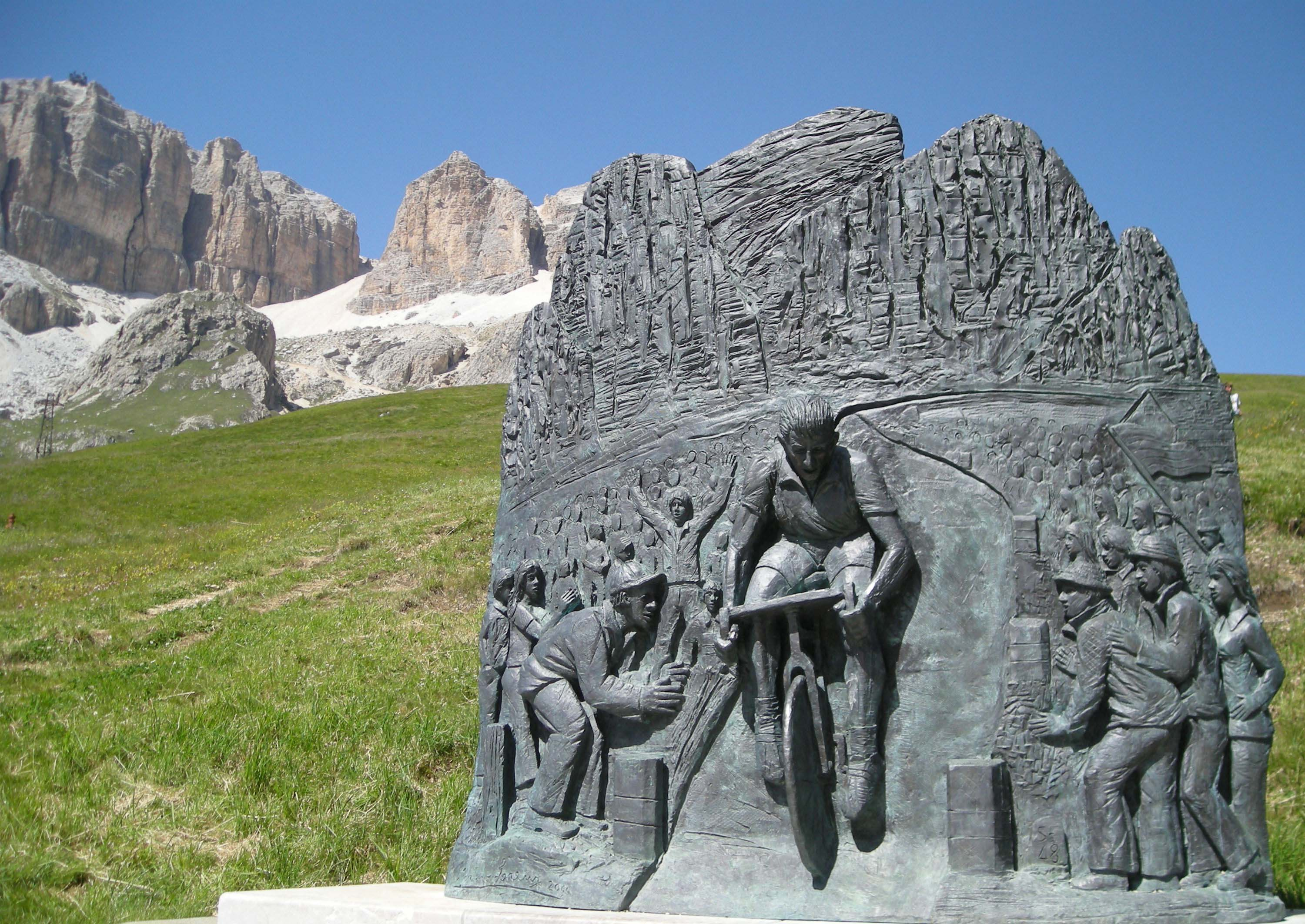
Monumento in onore di Fausto Coppi sul Pordoi

Franco Chioccioli esulta sul traguardo del Pordoi nel vittorioso Giro d'Italia 1991

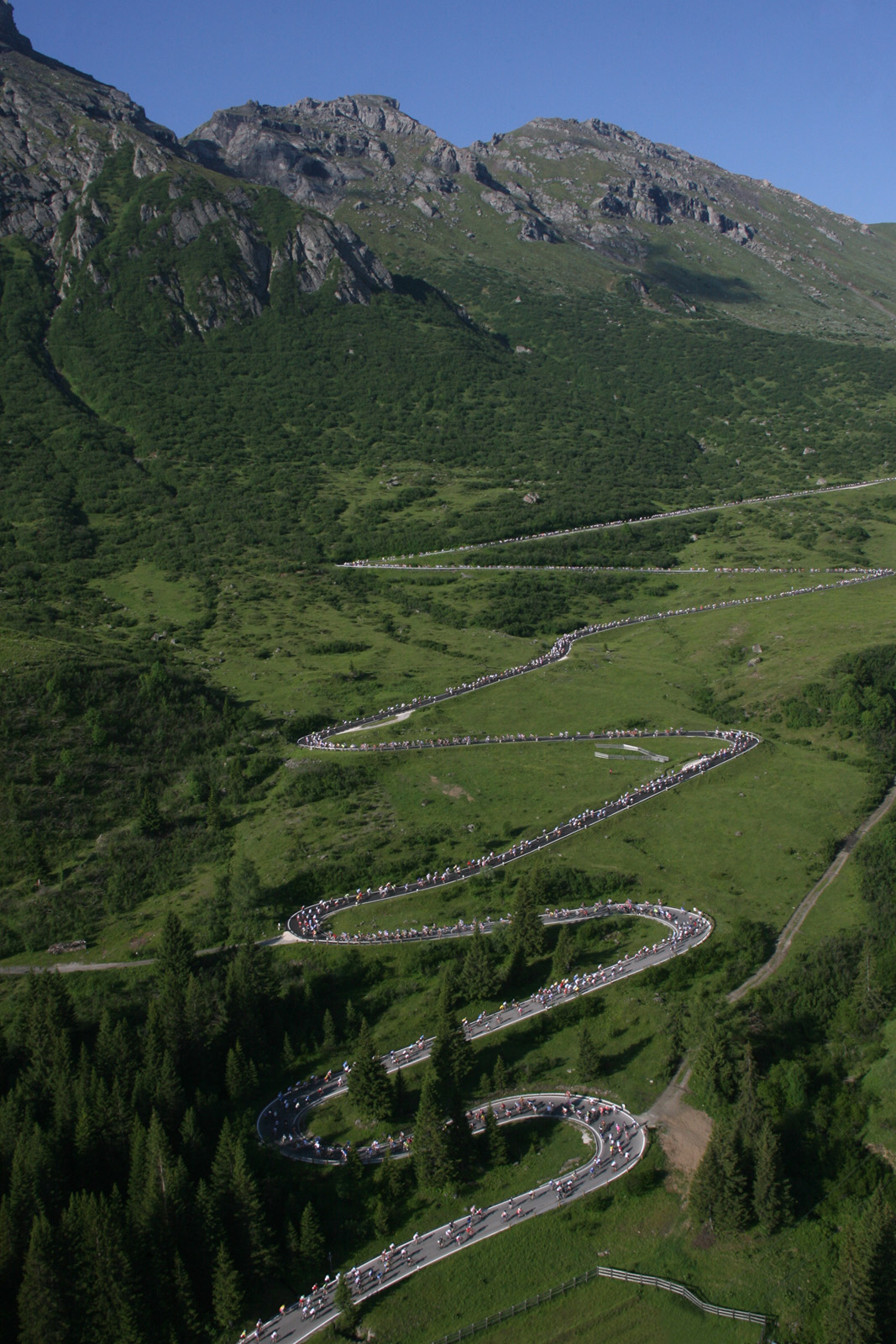
Ciclisti scalano il Pordoi dal versante di Arabba durante la Maratona delle Dolomiti del 2008

Pur non avendo pendenze e difficoltà impossibili (pendenza media poco superiore al 6% da entrambi i versanti), è famoso tra i cicloamatori sia per la bellezza del territorio in cui è immerso, sia perché è stato scalato fin dagli anni '40 dal Giro d'Italia. Inoltre è uno dei passi (insieme a Sella, Gardena e Campolongo) compresi nel Sellaronda e nella Maratona delle Dolomiti, gara di granfondo ciclistica.
Dal 2006 è anche teatro della cronoscalata amatoriale valida per l'AmaTour (la Coppa del Mondo Cicloamatori): la Arabba - Passo Pordoi.

#### Giro d'Italia
Il Passo Pordoi è uno degli storici passi dolomitici percorsi svariate volte dal Giro d'Italia, e negli anni è stato teatro delle imprese dei campioni del passato (vi si trova infatti anche un monumento a Fausto Coppi). È stato scalato per la prima volta nel 1940, ed inoltre, dal 1965, anno di istituzione della Cima Coppi, è stato per ben 14 volte il passaggio più alto della competizione, l'ultima delle quali nel 2022. Per 4 volte è stato sede di arrivo di tappa, nelle edizioni 1990, 1991, 1996 e 2001.
Di seguito i 41 passaggi al Giro d'Italia (in grassetto le edizioni in cui il Pordoi è stato Cima Coppi):
| Anno | Tappa                                    | Primo in vetta                                                     | Versante scalato                            |
| ---- | ---------------------------------------- | ------------------------------------------------------------------ | ------------------------------------------- |
| 1940 | 17ª: Pieve di Cadore > Ortisei           | Gino Bartali                                                       | Arabba                                      |
| 1947 | 17ª: Pieve di Cadore > Trento            | Fausto Coppi                                                       | Arabba                                      |
| 1948 | 17ª: Cortina d'Ampezzo > Trento          | Fausto Coppi                                                       | Arabba                                      |
| 1949 | 11ª: Bassano del Grappa > Bolzano        | Fausto Coppi                                                       | Canazei                                     |
| 1950 | 9ª: Vicenza > Bolzano                    | Jean Robic                                                         | Canazei                                     |
| 1952 | 11ª: Venezia > Bolzano                   | Fausto Coppi                                                       | Arabba                                      |
| 1953 | 19ª: Auronzo di Cadore > Bolzano         | Hugo Koblet                                                        | Arabba                                      |
| 1954 | 20ª: San Martino di Castrozza > Bolzano  | Fausto Coppi                                                       | Canazei                                     |
| 1955 | 19ª: Cortina d'Ampezzo > Trento          | José Serra Gil                                                     | Arabba                                      |
| 1958 | 17ª: Levico Terme > Bolzano              | Jean Brankart                                                      | Canazei                                     |
| 1961 | 19ª: Vittorio Veneto > Trento            | Vito Taccone                                                       | Arabba                                      |
| 1966 | 20ª: Moena > Belluno                     | Franco Bitossi                                                     | Canazei                                     |
| 1967 | 20ª: Cortina d'Ampezzo > Trento          | Aurelio González                                                   | Arabba                                      |
| 1970 | 20ª: Dobbiaco > Bolzano                  | Luciano Armani                                                     | Arabba                                      |
| 1971 | 18ª: Lienz > Falcade                     | Marino Basso                                                       | Arabba                                      |
| 1975 | 20ª: Pordenone > Alleghe                 | Francisco Galdos                                                   | Canazei                                     |
| 1977 | 17ª: Conegliano > Cortina (Col Drusciè)  | Ueli Sutter                                                        | Canazei                                     |
| 1979 | 17ª: Pieve di Cadore > Trento            | Leonardo Natale                                                    | Arabba                                      |
| 1983 | 20ª: Selva di Val Gardena > Arabba       | Marino Lejarreta                                                   | Arabba                                      |
| 1984 | 20ª: Selva di Val Gardena > Arabba       | Laurent Fignon                                                     | Arabba                                      |
| 1986 | 21ª: Bassano del Grappa > Bolzano        | Pedro Muñoz                                                        | Canazei                                     |
| 1987 | 16ª: Sappada > Canazei                   | Jean-Claude Bagot                                                  | Passo Sella                                 |
| 1989 | 14ª: Misurina > Corvara in Badia         | Roberto Conti                                                      | Canazei                                     |
| 1990 | 16ª: Dobbiaco > Passo Pordoi             | Maurizio Vandelli (1º passaggio) Charly Mottet (arrivo)            | Passo Sella (1º passaggio) Canazei (arrivo) |
| 1991 | 17ª: Selva di Val Gardena > Passo Pordoi | Franco Vona (1º passaggio) Franco Chioccioli (arrivo)              | Canazei (2 volte)                           |
| 1992 | 14ª: Corvara in Badia > Monte Bondone    | Claudio Chiappucci                                                 | Arabba                                      |
| 1993 | 14ª: Corvara in Badia > Corvara in Badia | Miguel Indurain (1º passaggio) Franco Vona (2º passaggio)          | Canazei (2 volte)                           |
| 1996 | 20ª: Marostica > Passo Pordoi            | Mariano Piccoli (1º passaggio) Enrico Zaina (arrivo)               | Canazei (2 volte)                           |
| 1997 | 19ª: Predazzo > Falzes                   | José Jaime González                                                | Passo Sella                                 |
| 2001 | 13ª: Montebelluna > Passo Pordoi         | Freddy González (1º passaggio) Julio Alberto Pérez Cuapio (arrivo) | Canazei (2 volte)                           |
| 2002 | 16ª: Conegliano > Corvara in Badia       | Julio Alberto Pérez Cuapio                                         | Canazei                                     |
| 2006 | 19ª: Pordenone > Passo San Pellegrino    | Fortunato Baliani                                                  | Canazei                                     |
| 2008 | 15ª: Arabba > Passo Fedaia               | Emanuele Sella                                                     | Arabba                                      |
| 2016 | 14ª: Alpago (Farra) > Corvara in Badia   | Damiano Cunego                                                     | Arabba                                      |
| 2017 | 18ª: Moena > Ortisei                     | Diego Rosa                                                         | Canazei                                     |
| 2022 | 20ª: Belluno > Passo Fedaia              | Alessandro Covi                                                    | Canazei                                     |

## Galleria d'immagini

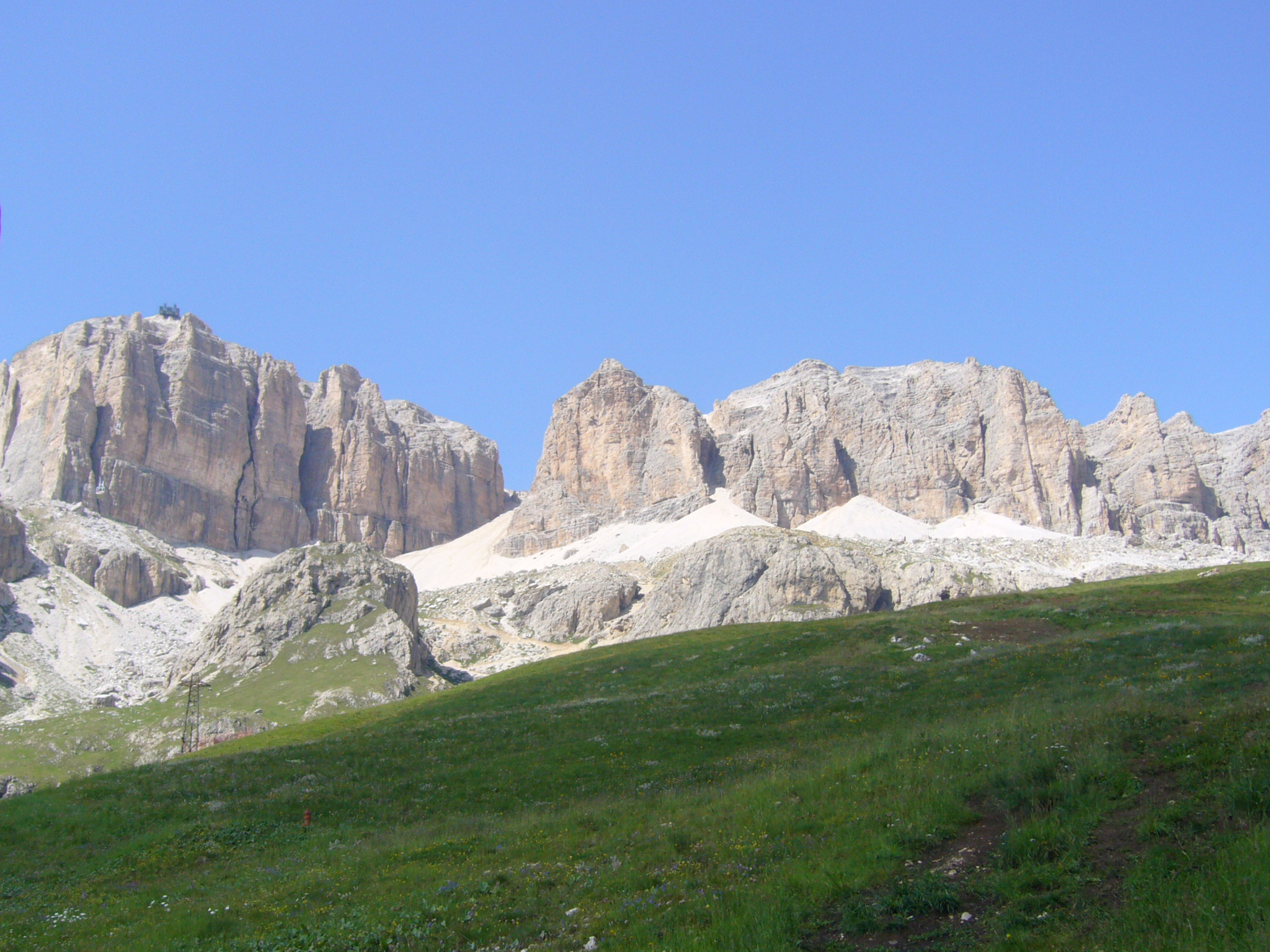
Vista del Sasso Pordoi dal passo Pordoi
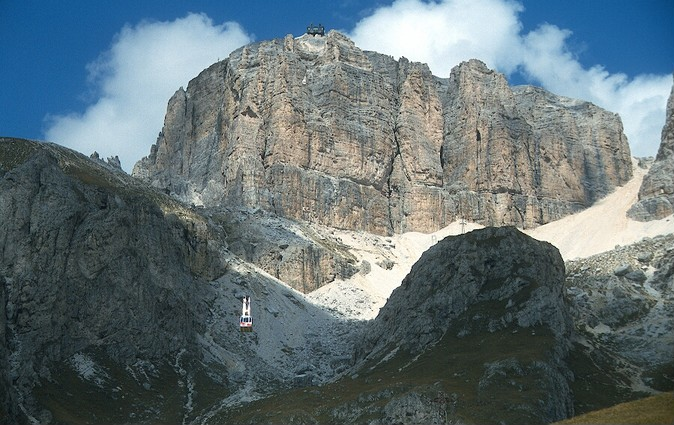
La funivia che conduce al Sasso Pordoi
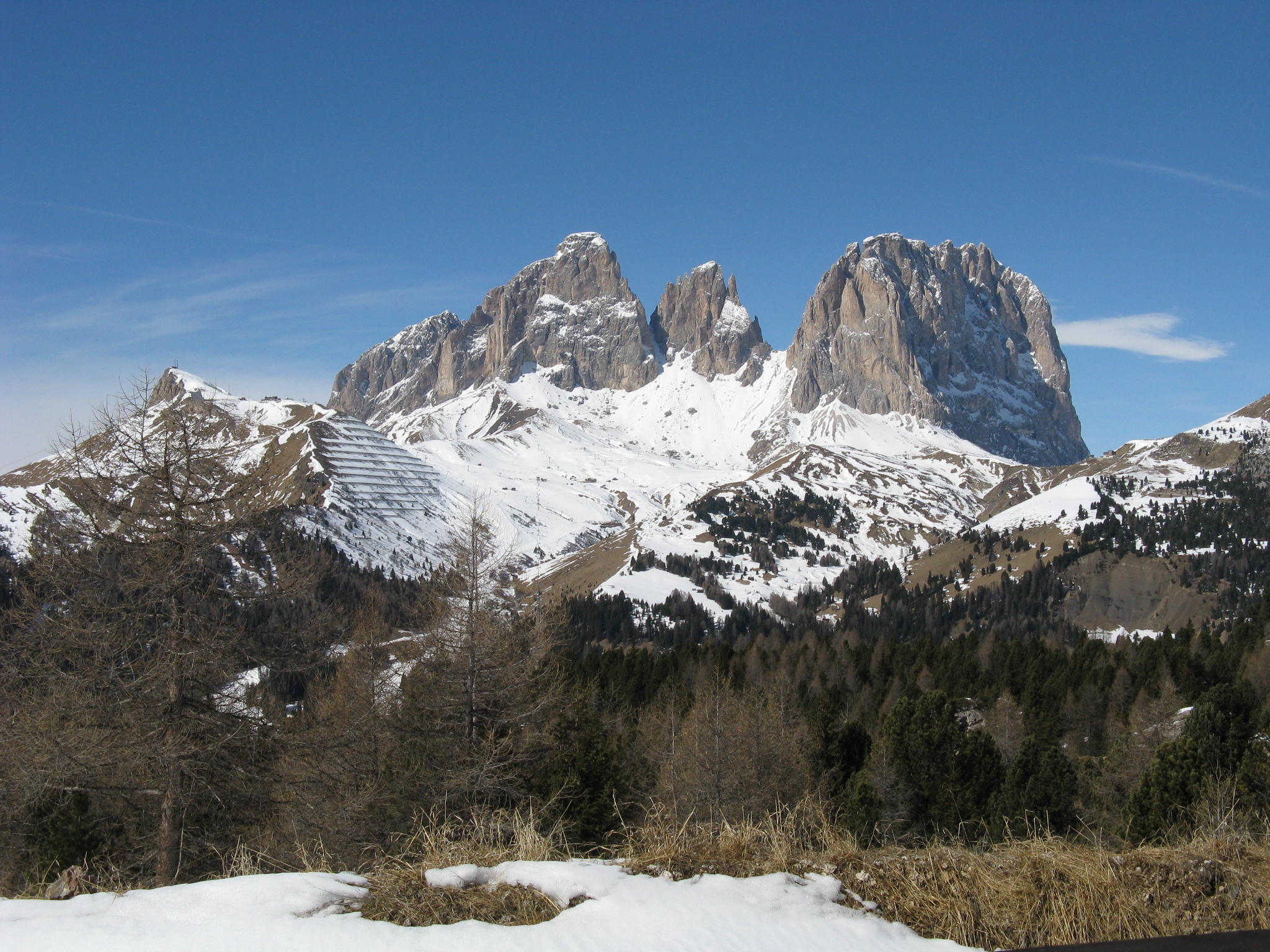
Vista del Sassolungo dal Passo Pordoi
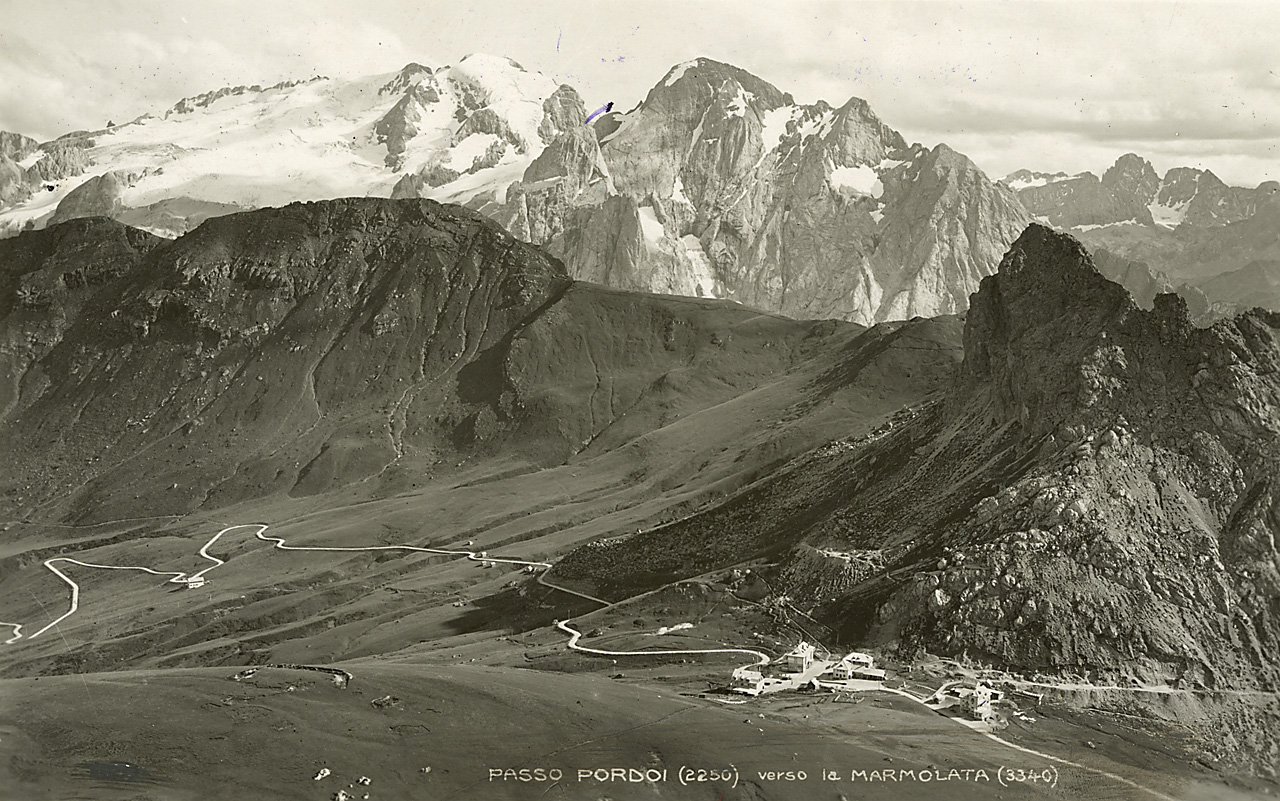
Passo Pordoi in una cartolina storica
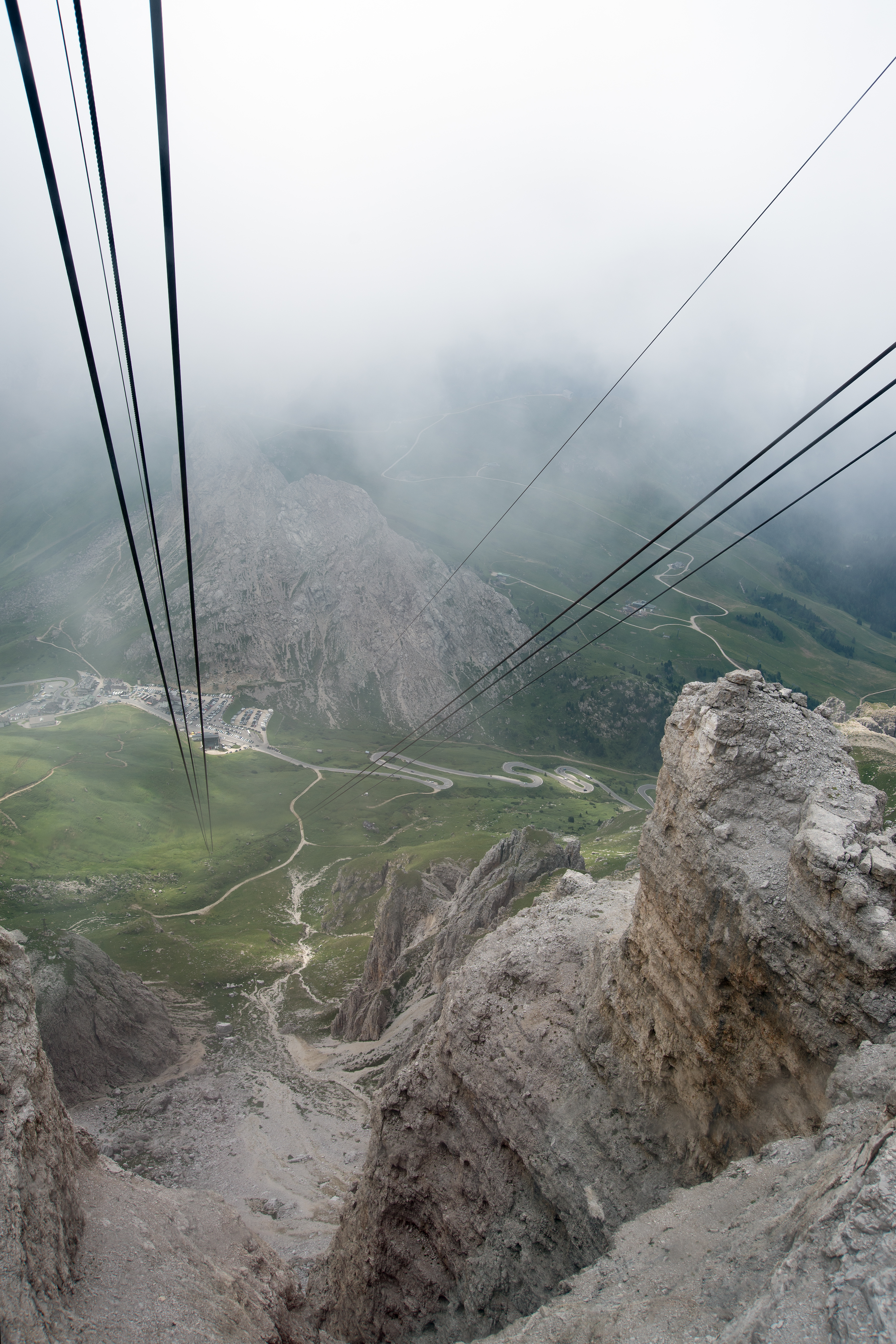
Il Passo visto dalla funivia
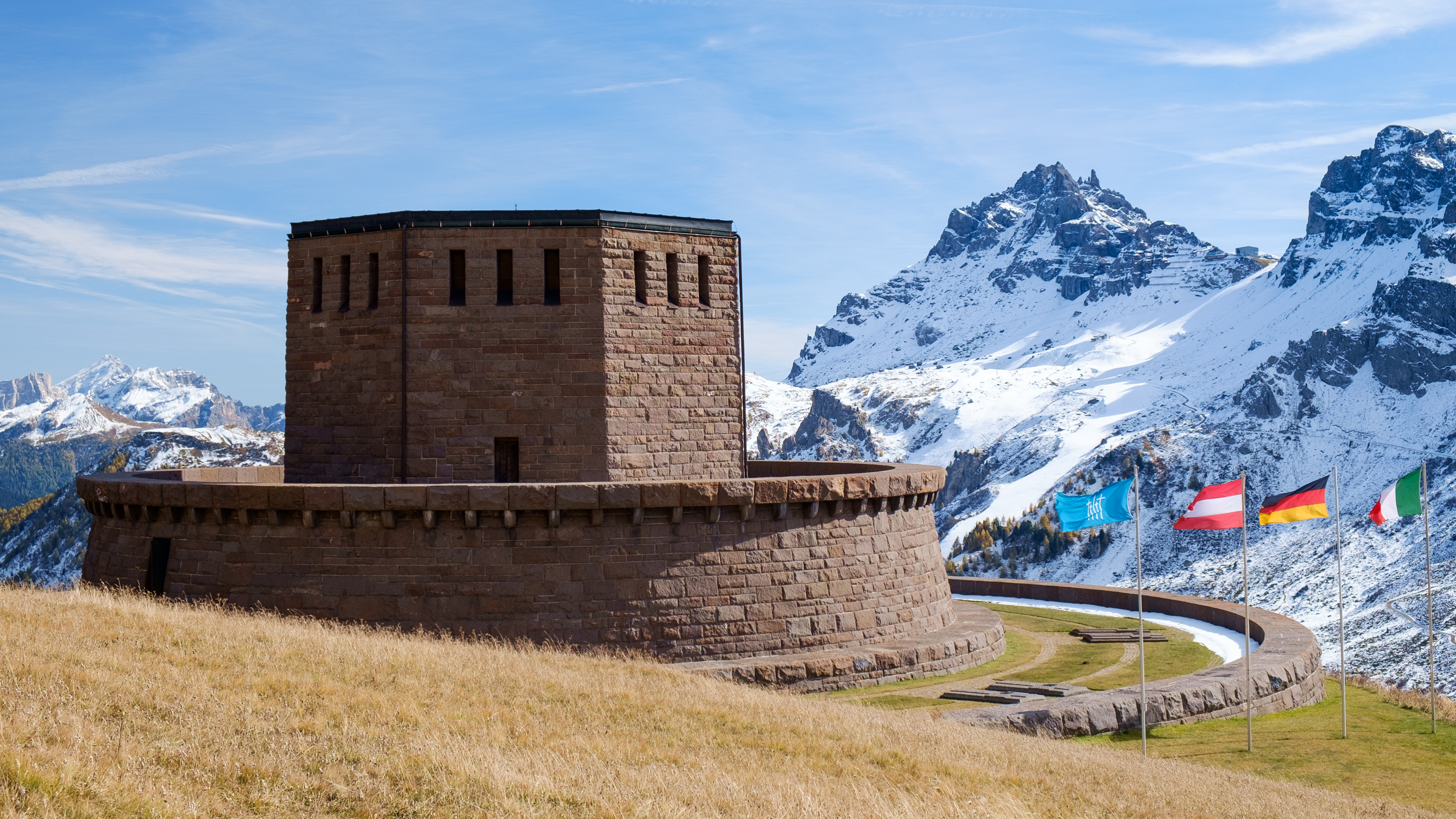
Cimitero militare tedesco del Pordoi